# Rebecca De Mornay
Rebecca De Mornay (sinh ngày 29/08/1959) là một diễn viên Mỹ. 

## Danh mục phim
| Phim             | Phim                                                     | Phim                              | Phim |
| Năm              | Tên phim                                                 | Vai diễn                          | Ghi chú |
| ---------------- | -------------------------------------------------------- | --------------------------------- | --- |
| 1982             | One from the Heart                                       | Understudy                        | as Rebecca de Mornay |
| 1983             | Risky Business                                           | Lana                              | |
| 1983             | Testament                                                | Cathy Pitkin                      | |
| 1985             | The Slugger's Wife (aka Neil Simon's The Slugger's Wife) | Debby Palmer                      | sings |
| 1985             | Runaway Train                                            | Sara                              | |
| 1985             | The Trip to Bountiful                                    | Thelma                            | |
| 1987             | Beauty and the Beast                                     | Beauty                            | sings |
| 1988             | Feds                                                     | Elizabeth 'Elie' DeWitt           | |
| 1988             | And God Created Woman                                    | Robin Shea Moran                  | sings, plays guitar (??) |
| 1989             | Dealers                                                  | Anna Schuman                      | |
| 1991             | Backdraft                                                | Helen McCaffrey                   | |
| 1992             | The Hand That Rocks the Cradle                           | Peyton Flanders                   | Phim truyền hình Award for Best Villain                                                                                                 |
| 1993             | Guilty as Sin                                            | Jennifer Haines                   | |
| 1993             | The Three Musketeers                                     | Milady de Winter                  | |
| 1995             | Never Talk to Strangers                                  | Dr. Sarah Taylor                  | Also executive producer |
| 1996             | The Winner                                               | Louise                            | as Rebecca DeMornay |
| 1999             | Thick as Thieves                                         | Petrone                           | |
| 1999             | A Table for One (a.k.a. Wicked Ways)                     | Ruth Draper                       | |
| 2000             | The Right Temptation                                     | Derian McCall                     | |
| 2003             | Identity                                                 | Caroline Suzanne                  | as Rebecca DeMornay |
| 2004             | Raise Your Voice                                         | Aunt Nina                         | |
| 2005             | Lords of Dogtown                                         | Philaine                          | |
| 2005             | Wedding Crashers                                         | Mrs. Kroeger                      | |
| 2007             | American Venus                                           | Celia Lane                        | |
| 2007             | Music Within                                             | Richard's Mom                     | |
| 2010             | Flipped                                                  | Patsy Loski                       | |
| 2010             | Mother's Day                                             | Mother                            | |
| 2011             | Collar                                                   | Mayor Ramona 'Nomi' Billingsley   | |
| 2011             | A Fonder Heart                                           | Dr. Bach                          | |
| 2011             | Apartment 1303 3D                                        | Marilyn                           | |
| 2012             | American Reunion                                         | Rachel Finch                      | Finch's Mom |
| Phim truyền hình |                                                          |                                   | |
| Năm              | Tên phim                                                 | Vai diễn                          | Ghi chú |
| 1986             | Tall Tales & Legends                                     | Slew Foot Sue                     | Tập: "Pecos Bill" |
| 1986             | The Murders in the Rue Morgue                            | Claire Dupin                      | Phim truyền hình |
| 1990             | By Dawn's Early Light                                    | Captain Moreau                    | Phim truyền hình; as Rebecca DeMornay                                                                                                   |
| 1991             | An Inconvenient Woman                                    | Flo                               | Phim truyền hình |
| 1993             | Blind Side                                               | Linda Kaines                      | Phim truyền hình |
| 1994             | Getting Out                                              | Arlene Holsclaw                   | Phim truyền hình |
| 1995             | The Outer Limits                                         | Woman                             | Tập: "The Conversion" |
| 1997             | The Shining                                              | Wendy Torrance                    | TV miniseries |
| 1998             | The Con                                                  | Barbara Beaton/Nancy Thoroughgood | Phim truyền hình; as Rebecca DeMornay                                                                                                   |
| 1999             | Night Ride Home                                          | Nora Mahler                       | Phim truyền hình |
| 1999             | ER                                                       | Elaine Nichols                    | Tập: "Leave It to Weaver" Tập: "Last Rites" Tập: "Greene with Envy" Tập: "Sins of the Father" Tập: "Truth & Consequences"               |
| 2000             | Range of Motion                                          | Lainey Berman                     | Phim truyền hình |
| 2001             | A Girl Thing                                             | Kim McCormack                     | Phim truyền hình |
| 2002             | The Salem Witch Trials                                   | Elizabeth Parris                  | Phim truyền hình |
| 2003             | No Place Like Home                                       |                                   | Phim truyền hình |
| 2003             | Boomtown                                                 | 'Sabrina Fithian' Jill Foster     | Tập: "The Love of Money" Tập: "Inadmissable"                                                                                            |
| 2004             | The Practice                                             | Hannah Rose                       | Tập: "The Firm" Tập: "Comings and Goings" Tập: "New Hoods on the Block" Tập: "Adjourned" (a.k.a. Cheers)                                |
| 2006             | Law & Order: Special Victims Unit                        | Tessa McKellen                    | Tập: "Manipulated" |
| 2007             | John from Cincinnati                                     | Cissy Yost                        | Tập: "His Visit: Day Five" Tập: "His Visit: Day Six" Tập: "His Visit: Day Seven" Tập: "His Visit: Day Eight" Tập: "His Visit: Day Nine" |
| Video ca nhạc    |                                                          |                                   | |
| Năm              | Tên video                                                | Vai diễn                          | Nghệ sĩ |
| 1985             | Sara                                                     | Sara                              | Starship |